# John Lind (politiker)

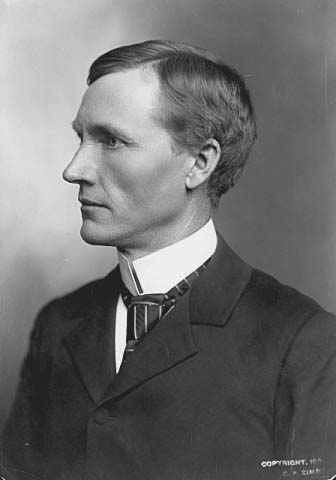
John Lind

Johannes "John" Lind, född 25 mars 1854 i Kånna socken, död 18 september 1930 i Minneapolis, var en amerikansk politiker av svensk börd.
Lind föddes i Småland, följde som barn sina föräldrar till USA, där de bosatte sig i Minnesota som farmare. Han miste genom en olyckshändelse en hand. 1872 blev Lind lärare och 1876 advokat. 1886 valdes han till republikansk ledamot av USA:s representanthus, drog sig 1893 för en till tillbaka från politiken och närmade sig bland annat på grund av sin ställning i silverstriden demokraterna. 1899-1901 var han demokratisk guvernör i Minnesota, 1903-1905 på nytt ledamot av representanthuset.
Lind avled 1930 i Minneapolis där hans grav finns på Lakewood Cemetery.